# Castorimorpha
Los castorimorfos (Castorimorpha) son un suborden de mamíferos roedores que incluye los castores, geomiídos y los heterómidos.

## Taxonomía
Suborden Castorimorpha
Superfamilia Castoroidea
Familia Eutypomyidae †
Familia Castoridae - castores
Familia Rhizospalacidae †
Infraorden Geomorpha
Género Griphomys † - incertae sedis
Género Meliakrouniomys † - incertae sedis
Superfamilia Eomyoidea †
Familia Eomyidae †
Superfamilia Geomyoidea
Género Floresomys † - incertae sedis
Género Texomys † - incertae sedis
Género Jimomys † - incertae sedis
Género Heliscomys † - incertae sedis
Género Florentiamyidae †
Género Diplolophus † - incertae sedis
Género Schizodontomys † - incertae sedis
Familia Entoptychidae †
Familia Geomyidae
Familia Heteromyidae - ratones y ratas canguro